# Sipocot
Sipocot là đô thị hạng 1 ở tỉnh Camarines Sur, Philippines. Theo điều tra dân số năm 2015, đô thị này có dân số 64.855 người.

## Các đơn vị hành chính
Sipocot về mặt hành chính được chia thành 46 khu phố (barangay).
| - Aldezar - Alteza - Anib - Awayan - Azucena - Bagong Sirang - Binahian - Bolo Sur - Bolo Norte - Bulan - Bulawan - Cabuyao - Caima - Calagbangan - Calampinay - Carayrayan | - Cotmo - Gabi - Gaongan - Impig - Lipilip - Lubigan Jr. - Lubigan Sr. - Malaguico - Malubago - Manangle - Mangga - Mangapo - Manlubang - Mantila - North Centro (Pob.) | - North Villazar - Sagrada Familia - Salanda - Salvacion - San Isidro - San Vicente - Serranzana - South Centro (Pob.) - South Villazar - Taisan - Tara - Tible - Tula-tula - Vigaan - Yabo |